# الینا سربان
الینا سربان (رومانیایی: Alina Serban؛ زادهٔ ۲۹ اکتبر ۱۹۸۷) بازیگر زن اهل رومانی است. وی از سال ۲۰۰۶ میلادی تاکنون مشغول فعالیت بوده‌است. وی در سال ۲۰۲۰ بهترین بازیگر زن جایزه بازیگری آلمان شده‌است.